# 三陸新報
三陸新報（さんりくしんぽう）は、宮城県北東部の気仙沼市と本吉郡をエリアとする地方新聞。

## 備考
- 昭和30年代前半頃までは、登米郡向けに「登米版」も発行されていた。（登米版については気仙沼市図書館で閲覧可能。ただし欠号あり）